# Pallacanestro agli Island Games 2007 - Torneo femminile
La pallacanestro fu uno dei 14 sport organizzati agli Island Games 2007.
La competizione ha visto la vittoria di Minorca, affermatasi anche in quella maschile.

## Svolgimento

### Incontri

#### Girone A
| Team         | Pts. | V - P | Pf - Ps   |
| ------------ | ---- | ----- | --------- |
| Bermuda      | 6    | 3 - 0 | 205 - 116 |
| Guernsey     | 4    | 2 - 1 | 147 - 133 |
| Isole Cayman | 2    | 1 - 2 | 159 - 166 |
| Isola di Man | 0    | 0 - 3 | 109 - 205 |

| Rodi 1 luglio 2007 | Guernsey | 53 – 47 | Isole Cayman |  |

| Rodi 1 luglio 2007 | Isola di Man | 25 – 90 | Bermuda |  |

| Rodi 2 luglio 2007 | Isola di Man | 49 – 68 | Isole Cayman |  |

| Rodi 2 luglio 2007 | Bermuda | 51 – 47 | Guernsey |  |

| Rodi 3 luglio 2007 | Guernsey | 47 – 35 | Isola di Man |  |

| Rodi 3 luglio 2007 | Isole Cayman | 44 – 64 | Bermuda |  |

#### Girone B
| Team                       | Pts. | V - P | Pf - Ps   |
| -------------------------- | ---- | ----- | --------- |
| Minorca                    | 6    | 3 - 0 | 236 - 151 |
| Isola del Principe Edoardo | 4    | 2 - 1 | 196 - 156 |
| Rodi                       | 2    | 1 - 2 | 140 - 164 |
| Gibilterra                 | 0    | 0 - 3 | 131 - 232 |

| Rodi 1 luglio 2007 | Gibilterra | 39 – 55 | Rodi |  |

| Rodi 1 luglio 2007 | Isola del Principe Edoardo | 50 – 80 | Minorca |  |

| Rodi 2 luglio 2007 | Minorca | 92 – 53 | Gibilterra |  |

| Rodi 2 luglio 2007 | Isola del Principe Edoardo | 61 – 37 | Rodi |  |

| Rodi 3 luglio 2007 | Gibilterra | 39 – 85 | Isola del Principe Edoardo |  |

| Rodi 3 luglio 2007 | Rodi | 48 – 64 | Minorca |  |

#### Semifinali
5º-8º posto
| Rodi 4 luglio 2007 | Rodi | 74 – 38 | Isola di Man |  |

| Rodi 4 luglio 2007 | Isole Cayman | 47 – 55 | Gibilterra |  |

1º-4º posto
| Rodi 5 luglio 2007 | Minorca | 76 – 53 | Guernsey |  |

| Rodi 5 luglio 2007 | Bermuda | 47 – 69 | Isola del Principe Edoardo |  |

#### Finali
7º-8º posto'
| Rodi 5 luglio 2007 | Isola di Man | 61 – 49 | Isole Cayman |  |

5º-6º posto
| Rodi 5 luglio 2007 | Rodi | 53 – 37 | Gibilterra |  |

3º-4º posto
| Rodi 6 luglio 2007 | Bermuda | 59 – 53 | Guernsey |  |

1º-2º posto
| Rodi 6 luglio 2007 | Isola del Principe Edoardo | 58 – 62 | Minorca |  |

#### Classifica
| Oro     | Minorca                    |
| Argento | Isola del Principe Edoardo |
| Bronzo  | Bermuda                    |
| 4.      | Guernsey                   |
| 5.      | Rodi                       |
| 6.      | Gibilterra                 |
| 7.      | Isola di Man               |
| 8.      | Isole Cayman               |

## Fonti
- IslandGames.net: 2007 basketball results (PDF), su islandgames.net. URL consultato il 25 marzo 2015 (archiviato dall'url originale il 7 ottobre 2007).